# Jarlath
Jarlath ist die anglisierte Form des irischen Vornamens Iarlaith (ältere Schreibung Iarfhlaith).

## Namensträger
- Jarlath (Iarlaithe mac Loga, † um 540), irischer Priester und Heiliger, Patron des Erzbistums Tuam[1]
- John Jarlath Dooley (1906–1997), irischer Kurienerzbischof
- Jarlath Hayes (1924–2001), irischer Typograph und Grafikdesigner